# Herbert Beddow
Herbert Howell Beddow (Egyesült Királyság, Wales, 1898. december 19. – ?) walesi származású brit katona, ászpilóta.

## Élete

### Ifjúkora
Beddow 1898-ban született Llanelli városában, Walesben. Édesapja Joseph Daniel, édesanyja Sarah Ann Beddow volt. A forrás nem ad rá magyarázatot miért az anyja nevét örökölte, feltehetően az édesapa elhagyta a családot, vagy idő előtt elhunyt. 

### Katonai szolgálata
Beddow hadsereghez való csatlakozásáról nincs forrás. Fiatal korára való tekintettel ez leghamarabb 1916-ban történhetett. Először a Királyi Repülő Alakulathoz (Royal Flying Corps) került, amelyet röviddel oda érkezése után Brit Királyi Légierőre (Royal Air Force) szerveztek át. A 22. brit repülőszázadba osztották be, egA y Bristol F.2b kétszemélyes repülőgéphez mint pilóta. Itt szerezte meg első légi győzelmét 1918. május 26-án egy Albatros D.V típusú német vadászgép ellen. Ezt követően hosszabb ideig nem ér el újabbat. Sikersorozata 1918 augusztusában kezdődik. Augusztus 8-án egy Pfalz D.III-as, míg 13-án kettő esik áldozatul. Beddow alig három napra rá ismételten duplázik, ezúttal egy Pfalz D.III-as és egy Fokker D.VII lelövésével. Ezen a napon szerzett győzelmei azért jelentősek mert ekkor érte el az öt légi győzelmet jelentő ászpilóta minősítést. Augusztusban még két győzelmet arat, szeptemberben szintúgy. Utolsót 1918. szeptember 5-én szerezte meg.
Győzelmeinek megszerzésében igen fontos szerepet játszott megfigyelője és lövésze Thomas Birmingham. Az ő közrejátszásával szerezte meg győzelmeinek oroszlánrészét. Érdekesség azonban, hogy számos légi győzelme ellenére Beddow a szolgálata során egyetlen kitüntetést sem kapott, holott ez szinte természetes volt az ászpilóták körében. A háborút hadnagyi rangban fejezte be, további életéről nincs adat. 

### Légi győzelmei
| Sorszám | Dátum               | Egység                | Repülőgépe   | Ellenfele     |
| ------- | ------------------- | --------------------- | ------------ | ------------- |
| 1       | 1918. május 26.     | 22. brit repülőszázad | Bristol F.2b | Albatros D.V  |
| 2       | 1918. augusztus 8.  | 22. brit repülőszázad | Bristol F.2b | Pfalz D.III   |
| 3       | 1918. augusztus 13. | 22. brit repülőszázad | Bristol F.2b | Pfalz D.III   |
| 4       | 1918. augusztus 13. | 22. brit repülőszázad | Bristol F.2b | Pfalz D.III   |
| 5       | 1918. augusztus 16. | 22. brit repülőszázad | Bristol F.2b | Pfalz D.III   |
| 6       | 1918. augusztus 16. | 22. brit repülőszázad | Bristol F.2b | Fokker D.VII  |
| 7       | 1918. augusztus 22. | 22. brit repülőszázad | Bristol F.2b | Halberstadt C |
| 8       | 1918. augusztus 27. | 22. brit repülőszázad | Bristol F.2b | Fokker D.VII  |
| 9       | 1918. szeptember 2. | 22. brit repülőszázad | Bristol F.2b | Fokker D.VII  |
| 10      | 1918. szeptember 5. | 22. brit repülőszázad | Bristol F.2b | Fokker D.VII  |